# Izra' (nahija)
Nahija Izra' (ar. ناحية ازرع) je nahija u okrugu Izra', u sirijskoj pokrajini Daraa. Po popisu iz 2004. (prije rata), nahija je imala 56.760 stanovnika. Administrativno sjedište je u naselju Izra'.